# Jacques Joseph Coiny
Jacques-Joseph Coiny, né le 19 mars 1761 à Versailles et mort le 28 mai 1809, est un graveur français.

## Biographie
Fils de Joseph Urbain Coiny, orfèvre à Versailles, et de Marie Anne Fontaine, couple issu d'une famille suisse qui s'établit en France sous le règne de Henri III, Coiny est élève de Joseph-Benoît Suvée et Jacques-Philippe Le Bas.
Il fait le voyage en Italie en 1788-1790. Il épouse Marie Amélie Legouaz vers 1794, fille du graveur Yves-Marie Le Gouaz, dont un fils, Joseph Coiny (1795-1829), qui épousa la fille du graveur Alexis Chataignier (1772-1817), et qui reprit le métier de son père.
En 1787, son adresse parisienne est au 16 rue Pierre-Sarrazin.
Il expose au Salon de Paris de 1802 à 1806.
Son travail le plus connu reste ses dix-neuf gravures pour L'Arétin d'Augustin Carrache ou Recueil de postures érotiques ou I Modi, imprimées par Pierre Didot à Paris en 1798. Cet ouvrage comprend 20 planches qui s'inspireraient des poses lascives des Amours des Dieux, exécutées à Anvers au début du XVIIe siècle, au burin, par Pieter de Jode l'Ancien (1570-1634) et non d'Agostino Carracci. Cette hypothèse reste à ce jour contestée. Pour modèle, Coiny eut effectivement entre ses mains une suite de six estampes anonymes, mais il est difficile de dire précisément lesquelles. La référence dans le titre à Pierre l'Arétin s'explique par l'usage qu'il était fait dès le milieu du XVIIe d'appeler un Arétin, tout ouvrage reproduisant des images mythologiques et lascives, voire licencieuses. D'autres éditions, moins belles, parurent par la suite, accompagnées de sonnets composés par Simon-Célestin Croze-Magnan mais furent rapidement interdites par la police du Premier Empire.
Il a interprété des œuvres de Jean-Michel Moreau, illustré des ouvrages de Jean de La Fontaine et Voltaire, et travaillé en société avec entre autres Emmanuel-Jean-Népomucène De Ghendt. Dans le Musée Filhol, son eau-forte L'Enlèvement de Ganymède d'après Eustache Le Sueur a été terminée au burin par Edme Bovinet.
Décédé à Paris le 28 mai 1809, il fut enterré au cimetière de Saint-Sulpice à Vaugirard